# Nolwenn Daniel
 (juillet 2020).
Si vous disposez d'ouvrages ou d'articles de référence ou si vous connaissez des sites web de qualité traitant du thème abordé ici, merci de compléter l'article en donnant les références utiles à sa vérifiabilité et en les liant à la section « Notes et références ».
Nolwenn Daniel est une danseuse française, née en 1973 en Bretagne, actuellement première danseuse du  ballet de l'Opéra national de Paris.

## Biographie
Nolwenn Daniel, élève de la classe de Christiane Vaussard, remporte le Premier prix du Conservatoire national supérieur de musique de Paris en 1989, ce qui lui permet d'intégrer cette même année l'École de danse de l'Opéra national de Paris. Elle en ressort diplômée deux ans après, et est directement engagée dans le corps de ballet de la compagnie ; elle a alors dix-huit ans.
Passée coryphée en 1994, elle est promue sujet en 1996, ayant présenté des extraits du Corsaire et des Mirages. Cinq ans plus tard, en 2001, elle accède au rang de première danseuse grâce à des variations extraites de Suite en blanc de Serge Lifar et d'Other Dances de Jerome Robbins.
En 1996, elle se voit décerner le Prix d'interprétation de l'AROP au Concours de Paris.

## Répertoire
- Apollon musagète : Calliope, Polymnie
- Petrouchka : la Danseuse des Rues
- Giselle : une Amie de Giselle, une Paysanne
- Raymonda : Henriette, pas de dix
- Joyaux : Rubis, Emeraude
- La Bayadère : Gamzatti, la Danseuse Djampo
- Casse-noisette : Clara, Luisa, la Mère
- La Belle au bois dormant : Princesse Florine, la Chatte, une Fée jumelle
- L'Arlésienne : Vivette
- La Sylphide : pas de deux des Écossais
- La Dame aux Camélias : Prudence Duvernoy
- Suite en Blanc : Sérénade
- Les Mirages : la Chimère
- Don Quichotte : Kitri, une Demoiselle d'honneur, une Amie de Kitri, une Dryade
- Le Lac des cygnes : pas de trois, la Danseuse napolitaine, czardas
- Cendrillon : l'Automne, une Sœur
- Paquita : pas de trois
- Wuthering Heights : Isabelle
- Coppélia : Swanilda
- Les Enfants du paradis : la Ballerine, Desdémone

## Filmographie
- Le Lac des Cygnes, avec Agnès Letestu, José Martinez, Karl Paquette et les danseurs de l'Opéra de Paris
- Paquita, avec Agnès Letestu, José Martinez, Karl Paquette et les danseurs de l'Opéra de Paris
- Cendrillon, avec Agnès Letestu, José Martinez, Wilfried Romoli et les danseurs de l'Opéra de Paris
- Joyaux, avec Mathieu Ganio, Marie-Agnès Gillot, Laëtitia Pujol et les danseurs de l'Opéra de Paris